# József Garami
József Garami (Pécs, Hungría, 9 de agosto de 1939-22 de abril de 2025) fue un futbolista y entrenador de fútbol húngaro que jugó en la posición de delantero.

## Carrera

### Jugador
| Periodo   | Club              |
| --------- | ----------------- |
| 1953-1963 | Pécsi Dózsa       |
| 1964      | Pécsi Vasutas SK  |
| 1965      | Komlói Bányász SK |
| 1966-67   | Pécsi Vasutas SK  |

### Entrenador
| Periodo   | Club            |
| --------- | --------------- |
| 1973-1985 | Pécsi MFC II    |
| 1985-1992 | Pécsi MFC       |
| 1987      | Hungría         |
| 1996-1998 | MTK Budapest FC |
| 1999-2001 | Győri ETO FC    |
| 2002-2003 | Ferencváros TC  |
| 2004-2015 | MTK Budapest FC |

## Logros
- NB1 (2): 1996-97, 2007-08
- Copa de Hungría (4): 1989-90, 1996-97, 1997-98, 2002-03